# Khazar

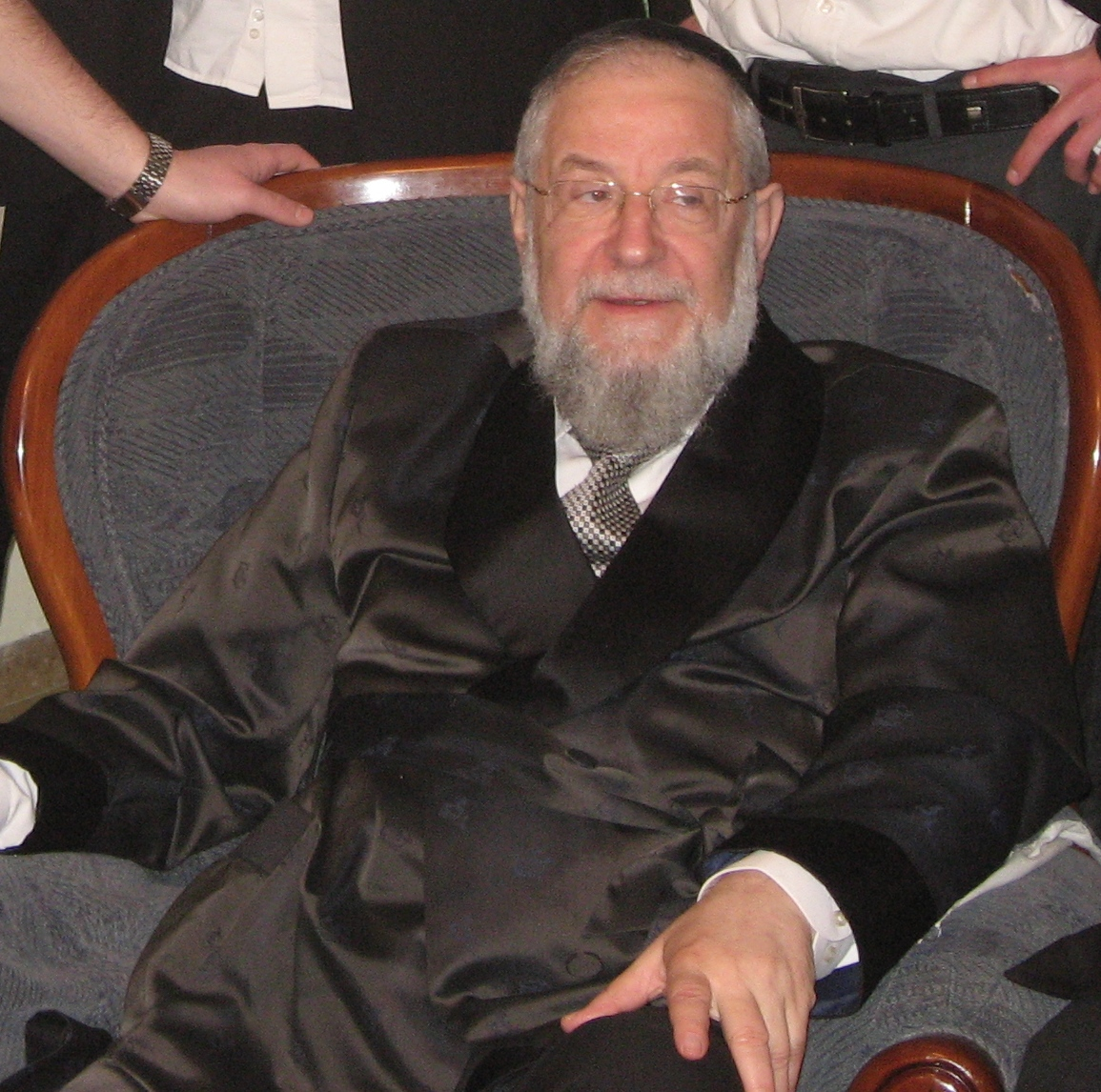
Giáo sư người do thái Ashkenazi

Khazar (tiếng Thổ Nhĩ Kỳ: Hazarlar,tiếng Tatar: Xäzärlär, tiếng Hebrew: כוזריםכוזרים (Kuzarim), tiếng Ả Rập: خزر (khazar), tiếng Ukraina: Хоза́ри, tiếng Nga: Хаза́ры, tiếng Ba Tư: خزر, tiếng Hy Lạp: Χάζαροι, tiếng Latinh: Gazari/Cosri/Gasani) là một bộ lạc bán-du mục người Turk. Bộ lạc này đã tạo ra chính thể mạnh mẽ nhất để thoát ra khỏi sự tan rã của Hãn quốc Đột Quyết ở thảo nguyên phía tây, được biết đến với tên gọi Hãn quốc Khazar hoặc Khazaria. Chắn ngang một đường huyết mạch chính của thương mại giữa Bắc Âu và Tây Nam Á, Khazaria đã trở thành một trong những trung tâm giao dịch thương mại quan trọng nhất của thế giới thời Trung cổ, nắm các Con đường tơ lụa và đóng vai trò thương mại quan trọng như một ngã tư đường giữa Trung Quốc, Trung Đông và Rus Kiev.  Trong vòng ba thế kỷ (khoảng 650-965) Khazar thống trị một khu vực rộng lớn kéo dài từ thảo nguyên sông Volga-Don đến phía đông Crimea và phía bắc Kavkaz.
Nguồn gốc của người Khazar được cho rằng có liên quan tới tộc Người Hungary, Người Kazakh, Cossack ở vùng Ukraine, người do thái, người hồi giáo người Kumyk, và các bộ tộc thổ Krymchaks và hàng xóm Crimean Crimean Karaites, Moldavian Csángós, người do thái thổ cư, thậm chí người Subbotniks và nhiều nguồn gốc Urkraine và các khu vực lân cận. Vào cuối thế kỷ 19 thuyết tộc Do Thái khazar xác nhân người do thái Ashkenazi ngày nay là con cháu của người do thái Khazar hải ngoại di cư phía tây từ lãnh thổ Nga và Ukraine đến Pháp và Đức. 

## Sách tham khảo
- Abu El-Haj, Nadia (2012). The Genealogical Science: The Search for Jewish Origins and the Politics of Epistemology. Chicago: University of Chicago Press. ISBN 978-0-226-20142-9. Truy cập ngày 26 tháng 7 năm 2013.
- Abulafia, David (1987) [First published 1952]. "Asia, Africa and the Trade of Medieval Europe". Trong Postan, Michael Moïssey; Habakkuk, H.J.; Miller, Edward (biên tập). The Cambridge Economic History of Europe: Trade and industry in the Middle Ages. Quyển 2. Cambridge University Press. tr. 402–473. ISBN 978-0-521-08709-4.
- Altschüler, Boris (1994). Geheimbericht aud der Grossen Steppe. Die Wahrheit über das Reich der Russen. Saarbrücken: Altschüler. ISBN 978-3-9803917-0-2. Truy cập ngày 10 tháng 2 năm 2013.
- Barkun, Michael (1997). Religion and the Racist Right: The Origins of the Christian Identity Movement. UNC Press. ISBN 978-0-8078-4638-4. Truy cập ngày 26 tháng 7 năm 2013.
- Barkun, Michael (2012). "Anti-Semitism from Outer Space: The Protocols in the UFO Subculture". Trong Landes, Richard Allen; Katz, Steven T. (biên tập). The Paranoid Apocalypse: A Hundred-year Retrospective on the Protocols of the Elders of Zion. NYU Press. tr. 163–171. ISBN 978-0-8147-4945-6. Truy cập ngày 1 tháng 9 năm 2013.
- Baron, Salo Wittmayer (1957). A Social and Religious History of the Jews. Quyển 3. Columbia University Press. Truy cập ngày 26 tháng 7 năm 2013.
- Barthold, Vasili (1993) [First published 1936]. "Khazar". Trong Houtsma, Martijn Theodoor; Bosworth, C.E.; van Donzel, E.; Heinrichs, W.P. (biên tập). First Encyclopedia of Islam, 1913–1936. Handbuch der Orientalistik: Handbook of Uralic studies. Quyển 4. BRILL. tr. 935–937. ISBN 978-90-04-09790-2.
- Bauer, Susan Wise (2010). The History of the Medieval World: From the Conversion of Constantine to the First Crusade. New York: W. W. Norton & Company. ISBN 978-0-393-07817-6. Truy cập ngày 12 tháng 2 năm 2013.
- Beckwith, Christopher I. (2011) [First published 2009]. Empires of the Silk Road: A History of Central Eurasia from the Bronze Age to the Present. Princeton: Princeton University Press. ISBN 978-0-691-15034-5. Truy cập ngày 10 tháng 2 năm 2013.
- Behar, Doron; Skorecki, Karl; Hammer, Michael F (tháng 10 năm 2003). "Multiple Origins of Ashkenazi Levites: Y Chromosome Evidence for Both Near Eastern and European Ancestries". European Journal of Human Genetics. Quyển 73 số 4. tr. 768–779. doi:10.1086/378506. PMC 1180600. PMID 13680527.
- Boller, Paul F.. (1992). Memoirs of an Obscure Professor: And Other Essays. TCU Press. ISBN 978-0-87565-097-5. Truy cập ngày 26 tháng 7 năm 2013.
- Bowman, Stephen B.; Ankori, Zvi (2001). The Jews of Byzantium 1204–1453. Bloch Publishing Company. ISBN 978-0-8197-0703-1. Truy cập ngày 10 tháng 2 năm 2013.
- Brook, Kevin Alan (2010) [First published 1999]. The Jews of Khazaria (ấn bản thứ 2). Rowman & Littlefield. ISBN 978-0-7425-4982-1. Truy cập ngày 10 tháng 2 năm 2013.
- Browning, Robert (1992) [First published 1980]. The Byzantine Empire (ấn bản thứ 2). Catholic University of America Press. ISBN 978-0-8132-0754-4. Truy cập ngày 10 tháng 2 năm 2013.
- Cahen, Claude (2011) [First published 1997]. L'Islam, des origines au début de l'Empire ottoman (ấn bản thứ 2). Hachette. ISBN 978-2-8185-0155-9. Truy cập ngày 28 tháng 7 năm 2013.
- Cameron, Averil; Herrin, Judith (1984). Constantinople in the Early Eighth Century: The Parastaseis Syntomoi Chronikai: Introduction, Translation, and Commentary. Columbia Studies in the Classical Tradition. Quyển 10. Brill Archive. ISBN 978-90-04-07010-3. Truy cập ngày 14 tháng 2 năm 2013.
- Cameron, Averil (1996). "Byzantines and Jews: some recent work on early Byzantium". BMGS. Quyển 20. tr. 249–274. doi:10.1179/byz.1996.20.1.249. Truy cập ngày 10 tháng 2 năm 2013.
- Cohen, Mark R. (2005). The Voice of the Poor in the Middle Ages: An Anthology of Documents from the Cairo Geniza. Jews, Christians, and Muslims from the Ancient to the Modern World Series. Princeton University Press. ISBN 978-0-691-09271-3. Truy cập ngày 10 tháng 2 năm 2013.
- Cokal, Susann (ngày 28 tháng 10 năm 2007). "Jews With Swords". The New York Times. Truy cập ngày 5 tháng 8 năm 2013.
- Costa, M. D.; Pereira, Joana B.; Richards, Martin B. (ngày 8 tháng 10 năm 2013). "A substantial prehistoric European ancestry amongst Ashkenazi maternal lineages" (PDF). Nature Communications. Quyển 4. tr. 1–10. doi:10.1038/ncomms3543. PMC 3806353. PMID 24104924. Truy cập ngày 10 tháng 10 năm 2013.
- Davies, Alan (1992). "The Keegstra Affair". Trong Davies, Alan (biên tập). Antisemitism in Canada: History and Interpretation. Wilfrid Laurier University Press. tr. 227–248. ISBN 978-0-889-20216-0.
- DeWeese, Devin A. (1994). Islamization and Native Religion in the Golden Horde:Baba Tükles and Conversion to Islam in Historical and Epic Tradition. Hermeneutics, Studies in the History of Religions. Penn State Press. ISBN 978-0-271-04445-3. Truy cập ngày 10 tháng 2 năm 2013.
- Dubnov, Simon (1980). History of the Jews: From the Roman Empire to the Early Medieval Period. Quyển 2. Associated University Presses. ISBN 978-0-8453-6659-2. Truy cập ngày 5 tháng 8 năm 2013.
- Dunlop, Douglas Morton (1954). History of the Jewish Khazars. New York: Schocken Books. Truy cập ngày 10 tháng 2 năm 2013.
- Elhaik, Eran (tháng 12 năm 2012). "The Missing Link of Jewish European Ancestry: Contrasting the Rhineland and the Khazarian Hypotheses". Genome Biology and Human Evolution. Quyển 5 số 1. tr. 61–74. doi:10.1093/gbe/evs119. PMC 3595026. PMID 23241444. Truy cập ngày 16 tháng 12 năm 2010.
- Erdal, Marcel (2007). "The Khazar Language". Trong Golden, Peter B.; Ben-Shammai, Haggai; Róna-Tas, András (biên tập). The World of the Khazars:New Perspectives. Handbuch der Orientalistik: Handbook of Uralic studies. Quyển 17. BRILL. tr. 75–108. ISBN 978-90-04-16042-2.
- Feldman, Louis H. (1996). Jew and Gentile in the Ancient World: Attitudes and Interactions from Alexander to Justinian. Princeton University Press. ISBN 978-1-4008-2080-1. Truy cập ngày 26 tháng 7 năm 2013.
- Geanakoplos, Deno John (1984). Byzantium: Church, Society, and Civilization Seen through Contemporary Eyes (ấn bản thứ 2). University Of Chicago Press. ISBN 978-0-226-28461-3. Truy cập ngày 10 tháng 2 năm 2013.
- Gil, Moshe (July–December 2011). "Did the Khazars Convert to Judaism?". Revue des Études Juives. Quyển 170 số 3–4. tr. 429–441. doi:10.2143/REJ.170.3.2141801.
- Golb, Norman; Pritsak, Omeljan (1982). Khazarian Hebrew Documents of the Tenth Century. Cornell University Press. Truy cập ngày 10 tháng 2 năm 2013.
- Golden, Peter Benjamin (1980). Khazar Studies: An Historio-Philological Inquiry into the Origins of the Khazars. Quyển 1, 2. Budapest: Akademia Kiado. ISBN 978-0-226-28461-3. Truy cập ngày 10 tháng 2 năm 2013.
- Golden, Peter Benjamin (1992). An Introduction to the History of the Turkic Peoples: Ethnogenesis Ans State Formation in the Medieval and Early Modern Eurasia and the Middle East. Turcologica. Quyển 9. Wiesbaden: Harrassowitz. ISBN 978-3-447-03274-2. Truy cập ngày 14 tháng 2 năm 2013.
- Golden, Peter B. (1994) [First published 1990]. "The Peoples of the South Russian steppes". Trong Sinor, Denis (biên tập). The Cambridge History of Early Inner Asia. Quyển 1. Cambridge University Press. tr. 256–283. ISBN 978-0-521-24304-9.
- Golden, Peter B. (1994) [First published 1990]. "The peoples of the Russian forest belt". Trong Sinor, Denis (biên tập). The Cambridge History of Early Inner Asia. Quyển 1. Cambridge University Press. tr. 230–255. ISBN 978-0-521-24304-9.
- Golden, Peter B. (2001a). "Nomads in the Sedentary World: The Case of Pre-Chinggisid Rus' and Georgia". Trong Khazanov, Anatoly M.; Wink, Andre (biên tập). Nomads in the Sedentary World. Curzon-IIAS Asian studies series. Routledge. tr. 24–74. ISBN 978-0-7007-1369-1.
- Golden, Peter B. (2001b). "Nomad and Sedentary societies in Eurasia". Trong Adas, Michael (biên tập). Agricultural and Pastoral Societies in Ancient and Classical History. Critical Perspectives on the Past Series. American Historical Association. Quyển 2. Temple University Press. tr. 71–115. ISBN 978-1-56639-832-9. Truy cập ngày 15 tháng 2 năm 2013.
- Golden, Peter B. (2003). Nomads and their neighbours in the Russian steppe: Turks, Khazars and Qipchaqs. Ashgate. ISBN 978-0-86078-885-0. Truy cập ngày 10 tháng 2 năm 2013.
- Golden, Peter B. (2006). "The Khazar Sacral Kingship". Trong Reyerson, Kathryn Von; Stavrou, Theofanis George; Tracy, James Donald (biên tập). Pre-modern Russia and its world:Essays in Honour of Thomas S. Noonan. Otto Harrassowitz Verlag. tr. 79–102. ISBN 978-3-447-05425-6.
- Golden, Peter B. (2007a). "Khazar Studies: Achievements and Perspectives". Trong Golden, Peter B.; Ben-Shammai, Haggai; Róna-Tas, András (biên tập). The World of the Khazars: New Perspectives. Handbook of Oriental Studies. Quyển 17. BRILL. tr. 7–57. ISBN 978-90-04-16042-2. Truy cập ngày 13 tháng 2 năm 2013.
- Golden, Peter B. (2007b). "The Conversion of the Khazars to Judaism". Trong Golden, Peter B.; Ben-Shammai, Haggai; Róna-Tas, András (biên tập). The World of the Khazars: New Perspectives. Handbook of Oriental Studies. Quyển 17. BRILL. tr. 123–161. ISBN 978-90-04-16042-2. Truy cập ngày 13 tháng 2 năm 2013.
- Golden, Peter Benjamin (2010). Turks and Khazars: Origins, Institutions, and Interactions in Pre-Mongol Eurasia. Variorum Collected Studies Series. Quyển 952. Ashgate Publishing. ISBN 978-1-4094-0003-5. Truy cập ngày 10 tháng 2 năm 2013.
- Golden, Peter Benjamin (2011). Central Asia in World History. New Oxford World History. Oxford University Press. ISBN 978-0-19-979317-4. Truy cập ngày 16 tháng 10 năm 2013.
- Goldstein, Eric L. (2006). The Price of Whiteness: Jews, Race, and American Identity. Princeton University Press. Truy cập ngày 26 tháng 7 năm 2013.
- Goodman, David G.; Miyazawa, Masanori (2000) [First published 1995]. Jews in the Japanese Mind: The History and Uses of a Cultural Stereotype. Lexington Books. ISBN 978-0-7391-0167-4. Truy cập ngày 26 tháng 7 năm 2013.
- Goodrick-Clarke, Nicholas (2003) [First published 2001]. Black Sun: Aryan cults, esoteric nazism, and the politics of identity. NYU Press. ISBN 978-0-8147-3155-0. Truy cập ngày 26 tháng 7 năm 2013.
- Gow, Andrew Colin (1995). The " Red Jews": Antisemitism in the Apocalyptic Age 1200–1600. Brill Publishers. ISBN 978-90-04-10255-2. Truy cập ngày 26 tháng 7 năm 2013.
- Halevy, Yehuda (1998). Korobkin, N. Daniel (biên tập). The Kuzari. In defense of the Despised Faith. Jason Aronson. ISBN 978-0-7657-9970-8. Truy cập ngày 26 tháng 7 năm 2013.
- Harkabi, Yehoshafat (1987) [First published 1968]. "Contemporary Arab Anti-Semitism: its Causes and Roots". Trong Fein, Helen (biên tập). The Persisting Question: Sociological Perspectives and Social Contexts of Modern Antisemitism. Walter de Gruyter. tr. 412–427. ISBN 978-3-11-010170-6.
- Herlihy, David (1984). "Demography". Trong Strayer, Joseph R. (biên tập). Dictionary of the Middle Ages. Quyển 4. Charles Scribner's Sons. tr. 136–148. ISBN 978-0-684-17024-4.
- Kaegi, Walter Emil (2003). Heraclius, Emperor of Byzantium (ấn bản thứ 2). Cambridge University Press. ISBN 978-0-521-81459-1. Truy cập ngày 12 tháng 2 năm 2013.
- Kizilov, Mikhail (2009). The Karaites of Galicia: An Ethnoreligious Minority Among the Ashkenazim, the Turks, and the Slavs, 1772–1945. BRILL. ISBN 978-90-04-16602-8. Truy cập ngày 26 tháng 7 năm 2013.
- Kizilov, Mikhail (2014). "National Inventions:The Imperial Emancipation of the Karaites from Jewishness". Trong Cvetkovski, Roland; Hofmeister, Alexis (biên tập). An Empire of Others: Creating Ethnographic Knowledge in Imperial Russia and the USSR. Central European University Press. tr. 369–393. ISBN 978-6-155-22576-5. Truy cập ngày 28 tháng 5 năm 2016.
- Koestler, Arthur (1977) [First published 1976]. The Thirteenth Tribe: The Khazar Empire and Its Heritage. Luân Đôn: Pan Books. ISBN 978-0-09-125550-3. Truy cập ngày 10 tháng 2 năm 2013.[liên kết hỏng]
- Kohen, Elli (2007). History of the Byzantine Jews: A Microcosmos in the Thousand Year Empire. University Press of America. ISBN 978-0-7618-3623-0. Truy cập ngày 10 tháng 2 năm 2013.
- Kovalev, R.K. (2005). "Creating Khazar Identity through Coins: the Special Issue Dirhams of 837/838". Trong Curta, Florin (biên tập). East Central and Eastern Europe in the Early Middle Ages. Ann Arbor. tr. 220–251.{{Chú thích sách}}:  Quản lý CS1: địa điểm thiếu nhà xuất bản (liên kết)
- Leviant, Curt (2008) [First published 1969]. Masterpieces of Hebew Literature: Selections from 2000 Years of Jewish Creativity. Jewish Publication Society. ISBN 978-0-8276-0954-9. Truy cập ngày 4 tháng 8 năm 2013.
- Lewis, Bernard (1987) [First published 1986]. Semites and Anti-Semites: An Inquiry Into Conflict and Prejudice. New York: W. W. Norton & Company. ISBN 978-0-393-30420-6. Truy cập ngày 10 tháng 2 năm 2013.
- Lewis, Bernard (2013). The Jews of Islam. Routledge. ISBN 978-1-135-03021-6. Truy cập ngày 26 tháng 7 năm 2013.
- Litman, Jacob (1984). The Economic Role of Jews in Medieval Poland: The Contribution of Yitzhak Schipper. University Press of America. Truy cập ngày 26 tháng 7 năm 2013.
- Lobel, Diana (2000). Between Mysticism and Philosophy: Sufi Language of Religious Experience in Experience in Judah Ha-Levi's Kuzari. SUNY Press. Truy cập ngày 9 tháng 12 năm 2013.
- Logan, F. Donald (1992) [First published 1983]. The Vikings in History (ấn bản thứ 2). Routledge. ISBN 978-0-415-08396-6. Truy cập ngày 10 tháng 2 năm 2013.
- Luttwak, Edward N. (2009). The Grand Strategy of the Byzantine Empire. Harvard University Press. ISBN 978-0-674-03519-5. Truy cập ngày 10 tháng 2 năm 2013.
- Mako, Gerald (2010). "The Possible Reasons for the Arab-Khazar Wars". Archivum Eurasiae Medii Aevi. Quyển 17. tr. 45–57. Truy cập ngày 10 tháng 2 năm 2013.
- Malkiel, David (2008). Reconstructing Ashkenaz: The Human Face of Franco-German Jewry, 1000–1250. Stanford University Press. ISBN 978-0-8047-8684-3. Truy cập ngày 21 tháng 8 năm 2013.
- Mango, Cyril, biên tập (2002). The Oxford History of Byzantium. Oxford University Press. ISBN 978-0-19-814098-6. Truy cập ngày 10 tháng 2 năm 2013.
- Mariner, Rodney (1999). "Conversion to Judaism: a tale of the good, the bad and the ungrateful". Trong Lamb, Christopher; Bryant, M. Darroll (biên tập). Religious Conversion: Contemporary Practices and Controversies. A&C Black. tr. 89–101. ISBN 978-0-826-43713-6.
- Maroney, Eric (2010). The Other Zions: The Lost Histories of Jewish Nations. Rowman & Littlefield. ISBN 978-1-4422-0045-6.
- Melammed, Avraham (2003). Goodman, Lenn Evan (biên tập). The Philosopher-King in Medieval and Renaissance Jewish Political Thought. SUNY Press. ISBN 978-0-7914-8770-9. Truy cập ngày 29 tháng 7 năm 2013.
- Meserve, Margaret (2009). Empires of Islam in Renaissance Historical Thought. Harvard Historical Series. Quyển 158. Harvard University Press. ISBN 978-0-674-02656-8.
- Morris, Benny (2003) [First published 2002]. The Road to Jerusalem: Glubb Pasha, Palestine and the Jews. I. B. Tauris. ISBN 978-1-86064-989-9. Truy cập ngày 1 tháng 3 năm 2014.
- Moss, Walter (2002) [First published 1997]. A History of Russia: To 1917. Anthem Russian and Slavonic studies. Quyển 1. Anthem Press. ISBN 978-0-85728-752-6. Truy cập ngày 30 tháng 7 năm 2013.
- Nebel, Almut; Filon, Dvora; Brinkmann, B (2001). "The Y chromosome pool of Jews as part of the genetic landscape of the Middle East". American Journal of Human Genetics. Quyển 69. tr. 1095–1112. doi:10.1086/324070. PMC 1274378. PMID 11573163.
- Nebel, Almut; Filon, Dvora; Faerman, Marina (tháng 3 năm 2005). "Y chromosome evidence for a founder effect in Ashkenazi Jews". European Journal of Human Genetics. Quyển 13 số 3. tr. 388–391. doi:10.1038/sj.ejhg.5201319. PMID 15523495. Truy cập ngày 11 tháng 11 năm 2012.
- Noonan, Thomas S. (1999). "European Russia c500-c1050". Trong Reuter, Timothy; McKitterick, Rosamond (biên tập). The New Cambridge Medieval History: Volume 3, C.900-c.1024. Quyển 3. Cambridge University Press. tr. 485–534. ISBN 978-0-521-36447-8. Truy cập ngày 4 tháng 8 năm 2013.
- Noonan, Thomas S. (2001). "The Khazar Qaghanate and its impact on the early Rus' state: the Translatio Imperii from Itil to Kiev". Trong Khazanov, Anatoly M.; Wink, André (biên tập). Nomads in the Sedentary World. Curzon-IIAS Asian studies series. Routledge. tr. 76–102. ISBN 978-0-7007-1369-1.
- Noonan, Thomas S. (2007). "The Economy of the Khazar Khaganate". Trong Golden, Peter B.; Ben-Shammai, Haggai; Róna-Tas, András (biên tập). The World of the Khazars:New Perspectives. Handbuch der Orientalistik: Handbook of Uralic studies. Quyển 17. BRILL. tr. 207–244. ISBN 978-90-04-16042-2.
- Oppenheim, Samuel A (1994). "Jews". Trong Olson, James Stuart; Pappas, Lee Brigance; Pappas, Charles (biên tập). An Ethnohistorical Dictionary of the Russian and Soviet Empires. Greenwood Publishing Group. tr. 305–328. ISBN 978-0-313-27497-8. Truy cập ngày 28 tháng 2 năm 2013.
- Ostrer, Harry (2012). Legacy: A Genetic History of the Jewish People. Oxford University Press. ISBN 978-0-19-997638-6. Truy cập ngày 12 tháng 2 năm 2013.
- Ostrogorski, George (1969). History of the Byzantine State. Rutgers University Press. ISBN 978-0-8135-0599-2. Truy cập ngày 10 tháng 2 năm 2013.
- Patai, Raphael; Patai, Jennifer (1989) [First published 1975]. The Myth of the Jewish Race. Wayne State University Press. ISBN 978-0-8143-1948-2. Truy cập ngày 10 tháng 2 năm 2013.
- Peacock, Andrew C.S. (2010). Early Seljūq History: A New Interpretation. Routledge. ISBN 978-0-415-54853-3. Truy cập ngày 26 tháng 7 năm 2013.
- Petrukhin, Vladimir; Flyorov, Valeriy (2010).  Иудаизм в Хазарии по данным археологии [Judaism in Khazaria according to Archaeological Data]. Trong Bartal, Israel; Kulik, Alexander (biên tập).  История еврейского народа в России. От древности до раннего Нового времени [History of Jewish People in Russia. From Antiquity to the Early Modern Period] (bằng tiếng Nga). Quyển 1. Moskva; Jerusalem: Bridges of Culture; Gerashim. tr. 149–161. {{Chú thích sách}}: |script-chapter= không hợp lệ: thiếu tiền tố (trợ giúp); |script-title= không hợp lệ: thiếu tiền tố (trợ giúp)
- Petrukhin, Vladimir (2007). "Khazaria and Rus': An Examination of their Historical Relations". Trong Golden, Peter B.; Ben-Shammai, Haggai; Róna-Tas, András (biên tập). The World of the Khazars:New Perspectives. Handbuch der Orientalistik: Handbook of Uralic studies. Quyển 17. BRILL. tr. 245–268. ISBN 978-90-04-16042-2.
- Piltz, Elisabeth (2004) [First published 1997]. "Middle Byzantine Court Costume". Trong Maguire, Henry (biên tập). Byzantine Court Culture from 829 To 1204. Dumbarton Oaks. tr. 39–52. ISBN 978-0-88402-308-1. Truy cập ngày 10 tháng 2 năm 2013.
- Poliakov, Léon (2005) [1955/1975]. The History of Anti-semitism: From the time of Christ to the court Jews. University of Pennsylvania Press. ISBN 978-0-8122-1863-3. Truy cập ngày 20 tháng 10 năm 2013.
- Polonsky, Antony; Basista, Jakub; Link-Lenczowski, Andrzej, biên tập (1993). The Jews in Old Poland: 1000–1795. I. B. Tauris. ISBN 978-1-85043-342-2.
- Rossman, Vadim Joseph (2002). Russian Intellectual Antisemitism in the Post-Communist Era. University of Nebraska Press. ISBN 978-0-8032-3948-7. Truy cập ngày 26 tháng 7 năm 2013.
- Rossman, Vadim Joseph (2007). "Anti-Semitism in Eurasian Historiography: The Caser of Lev Gumilev". Trong Shlapentokh, Dmitry (biên tập). Russia Between East and West: Scholarly Debates on Eurasianism. International Studies in Sociology and Social Anthropology. Quyển 102. BRILL. tr. 121–188. ISBN 978-90-04-15415-5. Truy cập ngày 30 tháng 7 năm 2013.
- Rubin, Rita (ngày 7 tháng 5 năm 2013). "'Jews a Race' Genetic Theory Comes Under Fierce Attack by DNA Expert". The Jewish Daily Forward. Truy cập ngày 9 tháng 6 năm 2014.
- Russell, Josiah C. (1972). "The Population in Europe". Trong Cipolla, Carlo M. (biên tập). The Fontana Economic History of Europe: The Middle Ages. Quyển 1. Collins/Fontana. tr. 25–71. Bản gốc lưu trữ ngày 29 tháng 10 năm 2014. Truy cập ngày 10 tháng 8 năm 2016.
- Róna-Tas, András (1999). Hungarians & Europe in the Early Middle Ages: An Introduction to Early Hungarian History. Central European University Press. ISBN 978-963-9116-48-1. Truy cập ngày 13 tháng 2 năm 2013.
- Sand, Shlomo (2010) [First published 2009]. The Invention of the Jewish People. Luân Đôn: Verso Books. ISBN 978-1-84467-623-1. Truy cập ngày 10 tháng 2 năm 2013.
- Schama, Simon (2013). The Story of the Jews: Finding the Words (1000 BCE – 1492). Random House. ISBN 978-1-409-04004-0. Truy cập ngày 1 tháng 11 năm 2014.
- Shapira, Dan D.Y. (2006). "Remarks on Avraham Firkovicz and the Hebrew Mejelis "Document"". Acta Orientalia Academiae Scientiarum Hungaricae. Quyển 59 số 2. tr. 131–180. doi:10.1556/AOrient.59.2006.2.1.
- Shapira, Dan D.Y. (2007a). "Iranian Sources on the Khazars". Trong Golden, Peter B.; Ben-Shammai, Haggai; Róna-Tas, András (biên tập). The World of the Khazars: New Perspectives. Handbook of Oriental Studies. Quyển 17. BRILL. tr. 291–305. ISBN 978-90-04-16042-2. Truy cập ngày 13 tháng 2 năm 2013.
- Shapira, Dan D.Y. (2007b). "Armenian and Georgian Sources on the Khazars – A Re-Evaluation". Trong Golden, Peter B.; Ben-Shammai, Haggai; Róna-Tas, András (biên tập). The World of the Khazars: New Perspectives. Handbook of Oriental Studies. Quyển 17. BRILL. tr. 307–351. ISBN 978-90-04-16042-2. Truy cập ngày 13 tháng 2 năm 2013.
- Shapira, Dan D. Y. (2009). "Jews in Khazaria". Trong Ehrlich, Mark Avrum (biên tập). Encyclopedia of the Jewish Diaspora: Origins, Experiences, and Culture. Handbuch der Orientalistik: Handbook of Uralic studies. Quyển 1. ABC-CLIO. tr. 1097–1104. ISBN 978-1-85109-873-6. Truy cập ngày 13 tháng 11 năm 2013.
- Shepard, Jonathan (2006). "Closer Encounters with the Byzantine World:The Rus at the Straits of Kerch". Trong Reyerson, Kathryn Von; Stavrou, Theofanis George; Tracy, James Donald (biên tập). Pre-modern Russia and its world:Essays in Honour of Thomas S. Noonan. Otto Harrassowitz Verlag. tr. 15–77. ISBN 978-3-447-05425-6.
- Shingiray, Irina Lita (2012). "Ethos, Materiality and Paradigms of Political Action in Early Medieval Communities of the Northwestern Caspian Region". Trong Hartley, Charles W.; Yazicioğlu, G. Bike; Smith, Adam T. (biên tập). The Archaeology of Power and Politics in Eurasia: Regimes and Revolutions. Cambridge University Press. tr. 188–216. ISBN 978-1-107-01652-1. Truy cập ngày 5 tháng 1 năm 2014.
- Shirota, Shun (城田俊) (2005). Woods, John E.; Pfeiffer, Judith; Tucker, Ernest (biên tập). "The Chinese Chroniclers of the Khazars: Notes on Khazaria in Tang Period Texts". Archivum Eurasiae Medii Aevi. Quyển 14. Peter de Ridder Press. tr. 231–261.
- Shnirelman, Victor A (2007). "The Story of an Euphemism:The Khazars in Russian Nationalist Literature". Trong Golden, Peter B.; Ben-Shammai, Haggai; Róna-Tas, András (biên tập). The World of the Khazars:New Perspectives. Handbuch der Orientalistik: Handbook of Uralic studies. Quyển 17. BRILL. tr. 353–372. ISBN 978-90-04-16042-2.
- Singerman, Robert (2004). "Contemporary Racist and Judeophobic Ideology Discovers the Khazars, or, Who Really Are the Jews?" (PDF). Rosaline and Myer Feinstein Lecture Series, 2004. Bản gốc (PDF) lưu trữ ngày 5 tháng 3 năm 2014. Truy cập ngày 1 tháng 3 năm 2014.
- Sneath, David (2007). The Headless State: Aristocratic Orders, Kinship Society, and Misrepresentations of Nomadic Inner Asia. Columbia University Press. ISBN 978-0-231-51167-4. Truy cập ngày 9 tháng 3 năm 2014.
- Somogyi, Péter (2008). "New remarks on the flow of Byzantine coins in Avaria and Walachia during the second half of the seventh century". Trong Curta, Florin; Kovalev, Roman (biên tập). The "Other" Europe in the Middle Ages: Avars, Bulgars, Khazars and Cumans. East Central and Eastern Europe in the Middle Ages, 450-1450. Quyển 2. BRILL. tr. 83–149. ISBN 978-90-04-16389-8.
- Spolsky, Bernard (2014). The Languages of the Jews: A Sociolinguistic History. Cambridge University Press. ISBN 978-1-107-05544-5. Truy cập ngày 3 tháng 4 năm 2015.
- Stampfer, Shaul (2013). "Did the Khazars Convert to Judaism?" (PDF). Jewish Social Studies: History, Culture, Society. Quyển 19 số 3. tr. 1–72. doi:10.2979/jewisocistud.19.3.1. Truy cập ngày 16 tháng 6 năm 2014.
- Stampfer, Shaul (2014). "Are We All Khazars Now?". Jewish Review of Books. tr. 1–72. Truy cập ngày 3 tháng 4 năm 2016.
- Szpiech, Ryan (2012). Conversion and Narrative: Reading and Religious Authority in Medieval Polemic. University of Pennsylvania Press. ISBN 978-0-8122-0761-3. Truy cập ngày 15 tháng 9 năm 2013.
- Szyszman, Simon [bằng tiếng Pháp] (1980). Le karaïsme: ses doctrines et son histoire. Éditions L'Âge d'Homme. Truy cập ngày 9 tháng 6 năm 2016.
- Szádeczky-Kardoss, Samuel (1994) [First published 1990]. "The Avars". Trong Sinor, Denis (biên tập). The Cambridge History of Early Inner Asia. Handbook of Oriental Studies. Quyển 1. Cambridge University Press. tr. 206–228. ISBN 978-0-521-24304-9. Truy cập ngày 13 tháng 2 năm 2013.
- Toch, Michael (2012). The Economic History of European Jews: Late Antiquity and Early Middle Ages. Études sur le Judaïsme Médiéval. Quyển 56. Leiden: Brill Publishers. ISBN 978-90-04-23534-2. Truy cập ngày 10 tháng 2 năm 2013.
- Toynbee, Arnold (1962) [1934–1961]. A Study of History. Quyển 1–12. Oxford University Press.
- Vogt, Judith (1975). "Left‐wing " anti‐Zionism " in Norway". Patterns of Prejudice. Quyển 9 số 6. tr. 15–q8. doi:10.1080/0031322X.1975.9969275.
- Wachtel, Andrew (1998). Making a Nation, Breaking a Nation: Literature and Cultural Politics in Yugoslavia. Stanford University Press. tr. 210–215. ISBN 978-0-8047-3181-2. Truy cập ngày 3 tháng 8 năm 2013.
- Wasserstein, David (2007). "The Khazars and the World of Islam". Trong Golden, Peter B.; Ben-Shammai, Haggai; Róna-Tas, András (biên tập). The World of the Khazars:New Perspectives. Handbuch der Orientalistik: Handbook of Uralic studies. Quyển 17. BRILL. tr. 373–386. ISBN 978-90-04-16042-2.
- Weinryb, Bernard Dov (1973). The Jews of Poland: A Social and Economic History of the Jewish Community in Poland from 1100 to 1800 he non-Jewish origins of the Sephardic Jews. Jewish Publication Society. ISBN 978-0-8276-0016-4.
- Wells, H. G. (1973) [First published 1921]. The Outline of History: The Roman Empire to the Great War. Quyển 2. Barnes & Noble. ISBN 978-0-7607-5867-0.
- Wexler, Paul. (1987). Explorations in Judeo-Slavic Linguistics. Contributions to the sociology of Jewish languages. Quyển 2. Brill Archive. ISBN 978-90-04-07656-3. Truy cập ngày 10 tháng 2 năm 2013.
- Wexler, Paul (1996). The non-Jewish origins of the Sephardic Jews. SUNY. ISBN 978-1-4384-2393-7.
- Wexler, Paul. (2002). Two-Tiered Relexification in Yiddish:Jews, Sorbs, Khazars and the Kiev-Polessian Dialect. Trends in linguistics / Studies and monographs: Studies and monographs. Quyển 136. Walter de Gruyter. ISBN 978-3-11-017258-4. Truy cập ngày 10 tháng 2 năm 2013.
- Wexler, Paul (2007). "Yiddish Evidence for the Khazar Component in the Ashkenazic ethnogenesis". Trong Golden, Peter B.; Ben-Shammai, Haggai; Róna-Tas, András (biên tập). The World of the Khazars:New Perspectives. Handbuch der Orientalistik: Handbook of Uralic studies. Quyển 17. BRILL. tr. 387–398. ISBN 978-90-04-16042-2. Truy cập ngày 19 tháng 10 năm 2013.
- Whittow, David (1996). The Making of Byzantium, 600-1025. University of California Press. ISBN 978-0-520-20496-6.
- Zhivkov, Boris (2015). Khazaria in the Ninth and Tenth Centuries. BRILL. ISBN 978-9-004-29448-6.
- Zuckerman, Constantine (1995). "On the date of the Khazars' Conversion to Judaism and the Chronology of the Kings of the Rus' Oleg and Igor". Revue des Études Byzantines. Quyển 53. tr. 237–270.
- Zuckerman, Constantine (2007). "The Khazars and Byzantium –The First Encounter". Trong Golden, Peter B.; Ben-Shammai, Haggai; Róna-Tas, András (biên tập). The World of the Khazars:New Perspectives. Handbuch der Orientalistik: Handbook of Uralic studies. Quyển 17. BRILL. tr. 399–431. ISBN 978-90-04-16042-2.